# 掠蝦亞綱
掠蝦亞綱（Hoplocarida）是甲壳动物的一个亚纲。现存的唯一成员是蝦蛄，但在古生代存在另外两个目：奇泳目和古口足目。